# Karl Friedrich Lucian Samwer

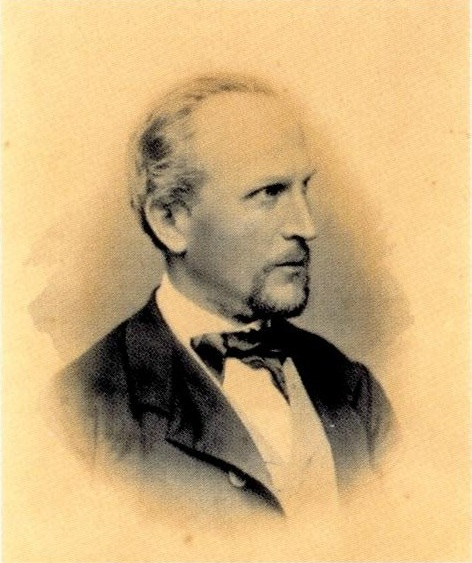
Karl Friedrich Lucian Samwer

Karl Friedrich Lucian Samwer (* 16. März 1819 in Eckernförde; † 8. Dezember 1882 in Gotha) war ein deutscher Jurist und Staatsrechtslehrer.

## Leben
Samwer besuchte die Domschule in Schleswig bis Ostern 1838 und studierte von 1838 bis 1843 in Kiel und Berlin Rechtswissenschaft (anfangs auch Philologie). Er wurde 1838 Mitglied der Burschenschaft Albertina Kiel. Nach seinem Studium arbeitete er 1844 bis Herbst 1846 als Untergerichtsadvokat in Neumünster. Ab 1844 publizierte er juristische Werke zur Staatserbfolge in den Herzogtümern Schleswig und Holstein. Dieses Thema war hochpolitisch: Der dänische König Christian VIII. hatte durch seinen offenen Brief vom 8. Juli 1846 die Erbfolgeordnung aufzuheben versucht, durch die nach dem zu erwartenden Aussterben der Manneslinie im Königreich die weibliche Linie, in Holstein dagegen die Manneslinie der so genannten jüngeren königlichen Linie (Augustenburger Linie) zur Herrschaft kommen musste. Auf diese Weise wollte er das Auseinanderfallen des dänischen Staates verhindern, doch hatte er dadurch in den Herzogtümern große Aufregung erzeugt.
1846 zog er nach Kiel, wo er ebenfalls als Anwalt arbeitete. 1848 schloss er sich der Erhebung der Herzogtümer an. Am 23. März 1848 gehörte er zu den Kieler Bürgern, die die Provisorische Regierung beriefen. Er trat der Bürgerwehr bei und nahm als Leutnant an der Einnahme der Festung Rendsburg im Schleswig-Holsteinischer Krieg teil. Danach war er als Ziviladjutant des Kriegsministers, des Prinzen von Noer, in dieser Funktion für die Aufstellung und Ausrüstung der Freicorps zuständig.
Am 24. Juli 1847 wurde er von der Provisorischen Regierung als Mitglied der fünfköpfigen Kommission berufen, die das Staatsgrundgesetzes für die Herzogthümer Schleswig-Holstein konzipieren sollte.
Vom 15. August 1848 bis 1850 war er für den 28. Holsteinischen Wahlbezirk Mitglied der konstituierenden Schleswig-Holsteinischen Landesversammlung und wurde dort am 16. August als Schriftführer in das Landtagspräsidium gewählt.
Im Oktober 1848 wurde er Bürochef im Auswärtigen Ministerium und war 1849 und 1850 an den Friedensverhandlungen in London (Londoner Protokoll) und Berlin (Frieden von Berlin) beteiligt.
Am 3. November 1850 wurde er Professor in Kiel. 1852, nach Restauration der dänischen Herrschaft, wurde er entlassen und ihm wurde die Anwaltszulassung entzogen. Er musste daher Schleswig-Holstein verlassen und trat am 2. Juli 1852 in den Staatsdienst Sachsen-Coburg-Gothas. Dort war er zunächst Bibliothekar, dann Legationsrat und ab 1859 Regierungsrat im Staatsministerium.
Von 1863 bis 1866 stand er in Diensten des Prätendenten Friedrich Emil August von Schleswig-Holstein-Sonderburg-Augustenburg und verfocht dessen Erbrecht mit großem Eifer. Nachdem dessen Ansprüche nach dem Deutschen Krieg 1866 nicht umsetzbar waren, kehrte er im Sommer 1866 nach Gotha zurück. Dort stieg er zum Chef des Finanz- und Domänendepartments auf. In Gotha war er Mitglied der Freimaurerloge Ernst zum Compaß.

## Ehe und Nachkommen
Samwer heiratete 1855 in Neumünster Marie Magdalene Møller (1826–1923), Tochter von Jens Møller (1779–1833), Prediger an der Frauenkirche in Kopenhagen.
Das Ehepaar hatte sieben Kinder.
1. Ernst (1856–1937) war königlich-preußischer Oberregierungsrat und Vorstandsmitglied der Deutschen Verkehrs-Kredit-Bank.
2. Marie Amalie Luise (1858–1946) war Sprachlehrerin.
3. Elisabeth (Ella) Mary Charlotte Samwer (1859–1954) heiratete 1878 den General der Infanterie und Numismatiker Max von Bahrfeldt (1856–1936).
4. Karl August Friedrich Samwer (1861–1946) war Generaldirektor der Gothaer Lebensversicherungsbank.
5. Viktor Woldemar Eduard (1863–1924) war Senatspräsident am Oberlandesgericht Jena und Mitglied des Aufsichtsrats der Gothaer Feuerversicherungsbank.
6. Friedrich (Fritz) Peter Gustav (1866–1947) starb als Preußischer Generalmajor a. D.
7. Helene (1873–1908) heiratete 1901 den Chemieprofessor Friedrich Dolezalek.

## Vorfahren und Namensherkunft
Der Name von Samwers Vater ist Carl August Samwer, Advokat in Eckernförde, der von 1790 bis 1828 lebte. Als dessen Vater wird Hinrich Christian Samwer angegeben. Dies beruht auf dem folgenden Kirchenbucheintrag:

„von Stift ein Kind eines herumreisenden Tablet Krämers aus dem Hannöverschen der sich auf dem Taufzettel Hinrich Christian Samwer nennt, und dessen Ehefrau (nach der Anzeige des Taufzettels) Christine Eleonora geb. Eller auch aus dem Hannöverschen. Dieses Kind ist genant – Carl August. Gev.: Johann Jacob Kresler zu Stift, und dessen Sohn David Gerhard Kresler, und dessen Frau Magdalena Dorothea.“

1804 starb die Mutter von Carl August Samwer und er wuchs bei Simon Carl von Wasmer (1765–1826), Erbherrn von Bienebek, auf. Als Carl August Samwer 1813 dessen älteste Tochter Sophie heiraten wollte, offenbarte ihm Simon Carl von Wasmer, dass er ein außereheliches Kind von ihm und Dorothea Christine Schütt (1769–1804) und der gewünschte Ehepartner seine Halbschwester sei.

## Abstammung
|  |                                                                     |  |  |  |  |  |  |  |  |  |  |  |  |  |  |  |
|  | Simon Carl von Wasmer (1765–1826) Erbherr                           |  |  |  |  |  |  |  |  |  |  |  |  |  |  |  |
|  |                                                                     |  |  |  |  |  |  |  |  |  |  |  |  |  |  |  |
|  |                                                                     |  |  |  |  |  |  |  |  |  |  |  |  |  |  |  |
|  | Carl August Samwer (1790–1828) Advokat                              |  |  |  |  |  |  |  |  |  |  |  |  |  |  |  |
|  |                                                                     |  |  |  |  |  |  |  |  |  |  |  |  |  |  |  |
|  |                                                                     |  |  |  |  |  |  |  |  |  |  |  |  |  |  |  |
|  | Dorothea Christine Schütt (1769–1804)                               |  |  |  |  |  |  |  |  |  |  |  |  |  |  |  |
|  |                                                                     |  |  |  |  |  |  |  |  |  |  |  |  |  |  |  |
|  |                                                                     |  |  |  |  |  |  |  |  |  |  |  |  |  |  |  |
|  | Karl Friedrich Lucian Samwer (1819–1882) Jurist, Staatsrechtslehrer |  |  |  |  |  |  |  |  |  |  |  |  |  |  |  |
|  |                                                                     |  |  |  |  |  |  |  |  |  |  |  |  |  |  |  |
|  |                                                                     |  |  |  |  |  |  |  |  |  |  |  |  |  |  |  |

## Namensgeber
Samwer ist Namensgeber der Samwerstraße in Kiel-Ravensberg sowie des Karl-Samwer-Rings in Eckernförde.

## Schriften
- mit Johann Gustav Droysen: Die Staatserbfolge der Herzogtümer Schleswig-Holstein. Hamburg 1844.
- herausgegeben mit Johann Gustav Droysen: Die Herzogthümer Schleswig-Holstein und das Königreich Dänemark. Aktenmässige Geschichte der dänischen Politik seit dem Jahre 1806. Perthes-Besser und Mauke, Hamburg 1850, Nachdruck Topos Verlag, Vaduz 1989.
- Recueil général de traités (Göttingen 1856–1875, 7 Bände, 2. Serie, Band 1–7 1876–1881), Fortsetzung der Arbeit von Georg Friedrich von Martens, seit 1873 mit Julius bzw. Jules Hopf.
- Geschichte des älteren römischen Münzwesens bis circa 200 vor Christi (Wien 1883), herausgegeben von Max von Bahrfeldt, aus Samwers hinterlassenen Papieren.